# بليندا أنغ
بليندا أنغ (بالإنجليزية: Belinda Ang)‏ هي محامية وقاضية سنغافورية، ولدت في 24 أبريل 1954 في ماليزيا.